# Remco Tuinenburg
Remco Tuinenburg (Alphen aan den Rijn, 8 maart 1972) is een Nederlands voormalig voetballer. Hij speelde op de positie van doelman. Hij begon te spelen bij SV ARC en werd gescout voor de jeugdafdeling van Feyenoord. Daarna heeft hij gespeeld bij AZ, HFC Haarlem, Telstar en SVV. In zijn latere carrière speelde hij bij de amateurverenigingen SV ARC en Quick boys en werd daarmee kampioen. In september 2009 stopte hij met competitievoetbal. Anno 2016 is hij trainer van de Jo19-1 van ARC. Vanaf het seizoen 2020/21 wordt hij hoofdtrainer van Hoofdklasser Alphense Boys.